# Febio
Febio (Feničův biograf) je česká produkční společnost specializující se na tvorbu dokumentů. Založena byla roku 1991 slovenským dokumentaristou Fero Feničem, žijícím v Praze.

## Produkce
Prvním cyklem, jehož prvních 20 dílů vzniklo ještě pro Krátký film a magazín Kanafas a posléze přímo pro Českou televizi, bylo OKO – pohled na současnost (1992–1996, 1999–2000; 123 dílů). Šlo o filmy reflektující témata, která hýbou společností.
Druhý nápad představoval cyklus krátkých portrétů těch Čechů, kteří v nějakém oboru vynikli na mezinárodní úrovni: cyklus GEN (původně to byla zkratka „Galerie elity národa“, od čehož se pak ustoupilo, ale název zůstal) zachytil v letech 1993–1994 a 2001–2002 182 osobností rozličných oborů.
Na GEN navazoval podobně laděný cyklus Genus – 99 českých životů (1995–1996; 99 dílů), který se však už objevoval i lidí obecně méně známé. Dbalo se zde rovněž o autorskou pečeť, v některých dílech autoři i vystupovali spolu s protagonistou.
Následovaly společensky laděný seriál Jak se žije… (1997–2001; 169 dílů), intimní Zpověď (1999–2000, 2003–2004; 58 dílů), multikulturní Okno k sousedům (1998; 13 dílů) a Slovenské okno (1999, 6 dílů), série vyrobené pro Ministerstvo práce a sociálních věcí České republiky a vysílané v ČT o mužích v rolích matek Táta jako máma (2006; 9 dílů) a o dětech, které potřebují pomoci Velcí a malí (2007, 5 dílů). Mimořádným počinem se stal cestopisný cyklus Cestománie (1999–2006, 267 dílů), který každý týden přinášel půlhodinovou autorskou sondu do dané země, její mentality a způsobů života. Jako celek ho ocenili na Tourfilmu 2003, neboť jde o nejrozsáhlejší pořad tohoto typu v dějinách českých televizí.
Přes tyto úspěchy nedošlo roku 2004 k další dohodě s ČT a Fenič našel odběratele v TV Nova, kde tento cyklus pokračoval pod názvem Nová Cestománie.
Dominantním odběratelem Febia byla sice Česká televize, avšak nikoliv výhradním. Pro Prima TV vyrobilo Febio sérii o významných lidech české politiky a obchodu V. I. P – Vlivní lidé (1996–1997; 33 dílů) a portréty malých podnikatelů 12 odvážných (2004–2007; 49 dílů), pro TV Barrandov vznikl seriál půlhodinových dokumentů České milování (2009–2010, 51 dílů), dalšími objednavateli byli zejména Medea Kultur a Státní zdravotní ústav (řada dokumentů o drogách, sexuální výchově a násilí), případně Národní centrum podpory zdraví (tematika HIV a AIDS).
Jediným nedokončeným, resp. uprostřed práce zcela zastaveným projektem (Magistrát hl. m. Prahy) byla ambiciozní freska 21 pohledů na Prahu 21. století (2002–05), z níž se podařilo realizovat jen 6 dílů. Za to se v jednom z nich vrátil k režii jednadevadesátiletý Otakar Vávra filmem Moje Praha (2002).
Kromě těchto sérií Febio produkovalo i samostatné hodinové dokumenty, například film o údělu těch, kterým byl v rámci restitucí vrácen majetek Skutečný život na zámku (režie J. Sebechlebský, 1996), akční portrét první dámy Sedmnáct měsíců Dagmar Havlové (r. A. Majstorovičová, 1998), sondu do moudrosti starých lidí O neumírání (r. A. Činčerová, 1999) a zejména filmy Olgy Sommerové O čem sní ženy a O čem sní muži (1999).
Fenič se však ve Febiu nesoustředil jen na výrobu dokumentů. Začal vyrábět – spolu s V. Křístkem, I. Chaunem, Janem Hřebejkem, Janem Sebechlebským, Terezou Kopáčovou, Milanem Šteindlerem a později i Petrem Čtvrtníčkem – satirický občasník Česká soda (1993–1998, 16 dílů a celovečerní sestřih).

## Febiofest
Obrovských rozměrů nabyla původně skromná mezinárodní přehlídka filmu, televize a videa Febiofest (od 1993), která se rozšířila do celé České i Slovenské republiky a v posledních letech, již jako mezinárodní filmový festival Praha Febiofest, patří svou návštěvnosti kolem 140 000 diváků k největším filmovým festivalům ve střední Evropě. V jejím rámci se od roku 1995 začala udělovat prestižní cena filmových kritiků Kristián, která jako první neopomíjela ani dokumentární tvorbu.

## Febio TV
V dubnu 2006 získal Fenič licenci pro svůj tv. projekt plnoformátové Febio TV, který však zatím čeká na případného investora.

## Spolupracovníci
Febio se neobešlo bez stálého týmu spolupracovníků, u zrodu stála šéfdramaturgyně a dramaturgyně OKA A. Hynková a dramaturg GENU T. Motl, řada technicko-provozních pracovníků a režiséři všech generací. Mezi nejčastější autory patřil J. Sebechlebský (82 filmů) a Ján Mančuška (63 filmů, hlavně Cestománií), nejčastějšími portrétisty v GENu a Genusu byli O. Sommerová (10 GENů, 5 Genusů) a J. Špáta (6 GENů a 6 Genusů). Dostali zde příležitost i začínající dokumentaristé (E. Hníková, L. Jablonská, P. Jandourek, T. Kopáčová, J. Křížová, A. Majstorovič, R. Sedláček, D. Smržová, J. Sommer, M. Štoll, R. Vávra, D. Vondráček, K. Vondrová, D. Wlodarczyk, P. Zahrádka) a kromě zmiňovaného O. Vávry i tehdy žijící klasici českého i slovenského dokumentu (A. Činčerová, V. Drha, J. Jakubisko, J. Jireš, V. Chytilová, M. Maryška, M. Mináč, J. Němec, Z. Kopáč, P. Koutecký, V. Kvasnička, H. Pinkavová, J. Piroh, V. Polesný, V. Poltikovič, P. Slavík, J. Střecha, M. Šandová, D. Trančík, H. Třeštíková, J. Věrčák, D. Vihanová, I. Vojnár aj. ), a dokonce i lidé mimo dokument jako režiséři J. Menzel a Ladislav Smoljak či divadelníci Jiří Suchý a Vladimír Morávek.